# Johann Martin Niederée
Johann Martin Niederée (* 22. November 1830 in Linz am Rhein; † 3. September 1853 in Berlin) war ein deutscher Maler der Düsseldorfer Schule.

## Leben
Niederée entstammte einer in Linz ansässigen Handwerkerfamilie und besuchte in den Jahren 1841 bis 1845 das Linzer Progymnasium, brach jedoch die Schule auf Geheiß des Vaters ab, der als gelernter Metzger nichts für die künstlerische Begabung seines Sohnes übrig hatte und ihn dazu bringen wollte, ebenfalls diesen Beruf zu erlernen. Allerdings wurde er von Niederées Großvater, der an der Linzer Pfarrkirche Küster war und zwei ortsansässigen Künstlern, die seine Begabung erkannten überzeugt, doch den Weg eines Künstlers einschlagen zu dürfen.

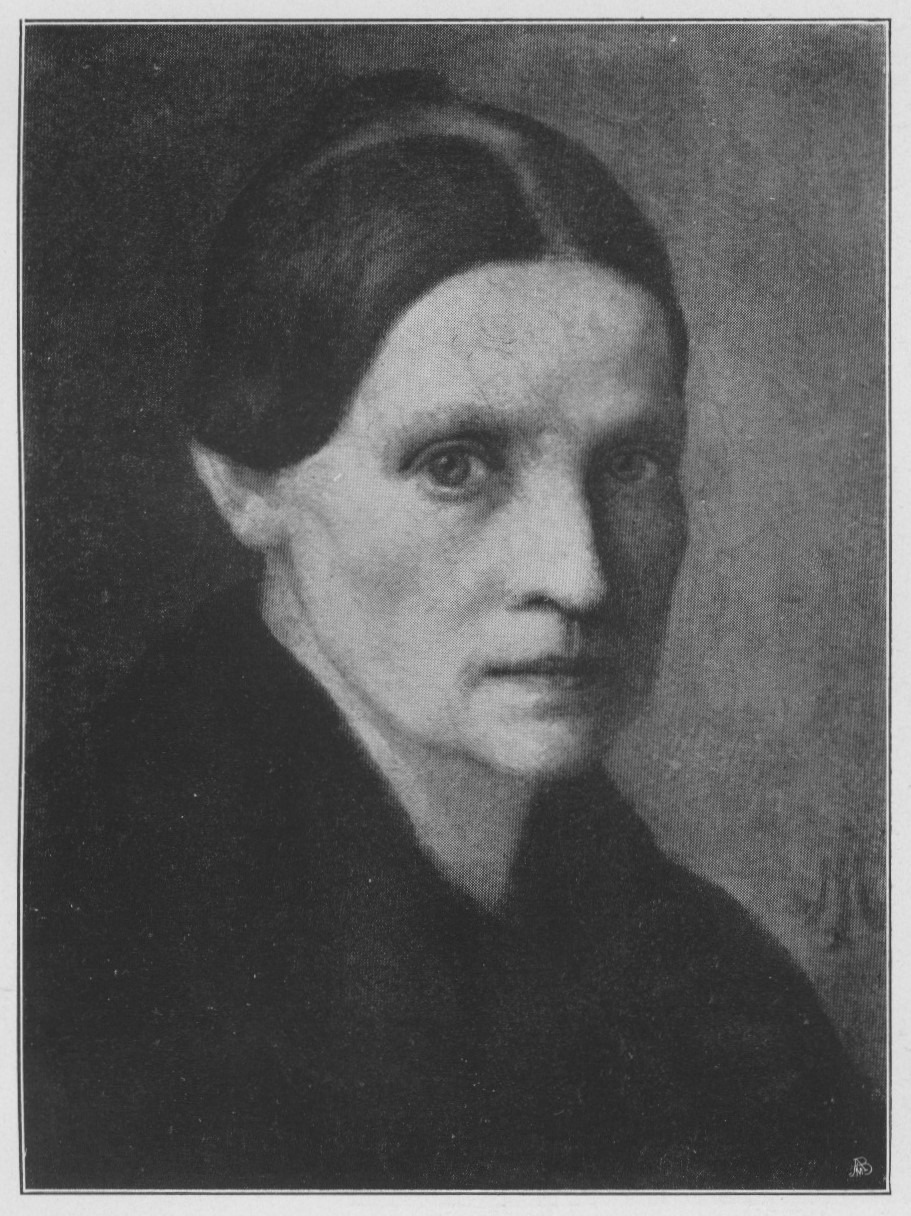
Bildnis der Mutter

Mit der Absicht in naher Zukunft eine Kunstakademie zu besuchen, reiste Niederée im Januar 1848 nach Düsseldorf, wo er als Lithograf und Holzschneider einer ortsansässigen Firma arbeitete. Bereits ab dem 1. März des folgenden Jahres wurde Niederée Vollschüler der Düsseldorfer Kunstakademie, an der er bereits zuvor Abendkurse besucht hatte. Ab 1849 waren dort Josef Wintergerst, Karl Josef Ignatz Mosler und Karl Ferdinand Sohn seine Lehrer. Das Studium unterbrach er aus gesundheitlichen Gründen im Frühjahr 1852 und kehrte in seine Heimat zurück, wo er sich mit der Schwester seines Jugendfreundes verlobte.
Schon bald darauf folgte die Einberufung zur Erfüllung seiner Militärdienstpflicht beim 1. Garderegiment zu Fuß in Potsdam, wo er zu einem dreijährigen Dienst herangezogen wurde. In seiner Zeit als Rekrut wandte er sich schließlich an seinen in Berlin lebenden Landsmann Peter von Cornelius, der daraufhin sein Gönner wurde. Niederée erhielt bald darauf eine Einladung des kunstsinnigen Großherzogs von Weimar, weiterhin stand ihm eine Reise nach Rom offen, wo Cornelius weilte.

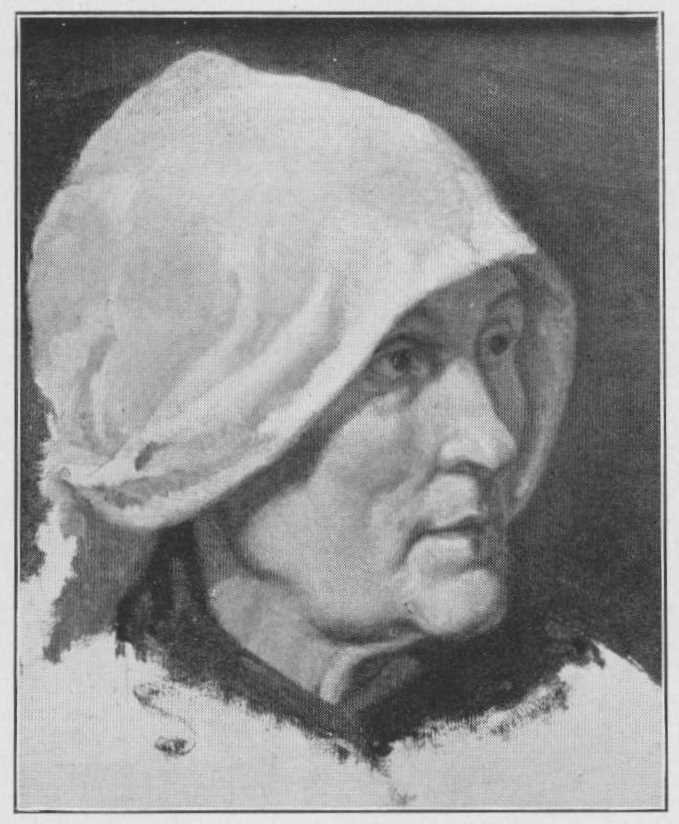
Studie nach einem Frauenkopf

Doch trat Niederée diese Reisen nie an: Bei einer Übung traf ihn die Platzpatrone eines Kameraden, und die Wunde, die er davontrug, entzündete sich schließlich. 17 Tage vor seiner Entlassung verstarb Niederée im Garnisonslazarett zu Berlin im Alter von 22 Jahren an Wundstarrkrampf.

## Werke
In seinen 22 Lebensjahren schuf er 47 Ölgemälde, mehrere Skizzen, Studien und Entwürfe für Glasfenster.